# 65号美国国道
65号美国国道（英語：U.S. Route 65）是一条南北方向的美国国道。该公路连接了路易斯安那州克莱顿和明尼苏达州弗里伯恩縣，全长998英里。